# Tessellis
Tessellis S.p.A. (bis 2023: Tiscali S.p.A.) ist ein italienisches Telekommunikationsunternehmen, das über das Tochterunternehmen Tiscali Breitbanddienste und Mobilfunkdienstleistungen anbietet. Nach starker Expansion in Europa ist Tessellis heute nur noch im Heimatmarkt Italien aktiv.

## Unternehmen

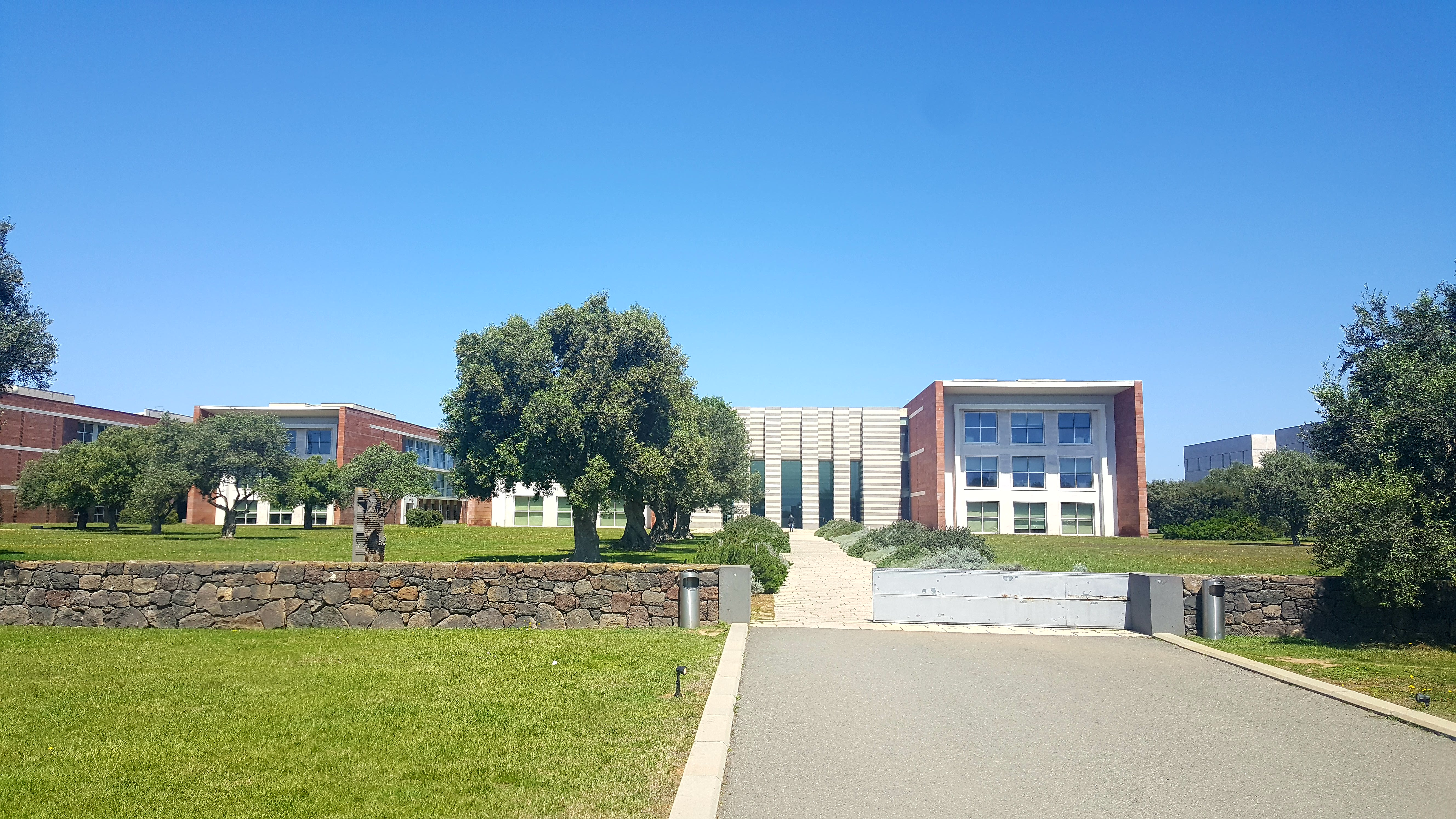
Unternehmenssitz in Cagliari

Das Unternehmen wurde nach der Deregulierung des italienischen Telefonmarktes im Januar 1998 von Renato Soru in Cagliari gegründet. Das Unternehmen verdankt seinen Namen einem sardischen Berg, in dem Reste eines alten Dorfes gefunden wurden. Ab März 1999 bot Tiscali das Produkt Tiscali Free Net an, einen kostenlosen Internet-Dienst, bei dem Kunden nur für die Zeit bezahlen mussten, in der sie online waren. Dies hat andere italienische Anbieter dazu gedrängt, ihre festen Abonnementgebühren aufzuheben und damit dazu beigetragen, das Internet für den Massenmarkt in Italien zugänglich zu machen.
Während der Dotcom-Blase im Jahr 1999 wurde das Unternehmen an der italienischen Börse zu einem Börsenkurs von 46 Euro an die Börse gebracht. Den Anlegern wurden 3.098.000 Aktien angeboten, davon 2.658.000 Aktien im Rahmen einer Kapitalerhöhung und der Rest von Renato Soru. Soru hat beim Börsengang 20.240.000 Euro verdient. Zwischen 2001 und 2003 wurden Aktien auch an der französischen Börse gehandelt. Im Jahr 2012 war der Preis pro Aktie auf 0,04 Euro gesunken, im September 2018 steht er bei 0,014 Euro. Zum 26. Juni 2018 betrug das Aktienkapital von Tiscali EUR 43.065.376,20 und wird durch 3.981.880.763 Stammaktien ohne Nennwert repräsentiert.
Nach Abschluss einer fünf Jahre andauernden massiven Gesundschrumpfung ist Tiscali seit 2010 nur noch in Italien tätig. Ende Januar/Anfang Februar 2007 hatte Tiscali den Verkauf seiner Aktivitäten in Deutschland bekannt gegeben. Aus Österreich und aus der Schweiz hat sich Tiscali bereits im August/September 2004 vollständig zurückgezogen.
Das Unternehmen beschäftigte 2023 rund 1000 Mitarbeiter und erwirtschaftete einen Jahresumsatz von rund 230 Millionen Euro in Italien. Die Zahl aktiver Nutzer lag per Ende 2023 bei rund 1 Million Kunden.

### Geschäftsfeld
Tessellis bietet über das Tochterunternehmen Tiscali Glasfaser-Breitbanddienste und Mobilfunkdienstleistungen an.

### Besitzverhältnisse
Stand: November 2024
| 53,06 % | Shellnet S.p.A. |
| 46,94 % | Streubesitz     |

## Geschichte

Ehemaliges Unternehmenslogo

Gründer von Tiscali ist Renato Soru, der im Januar 1998 im Zuge der Liberalisierung des Telekommunikationsmarktes in Italien einen unabhängigen Telekommunikationsanbieter schaffen wollte. Sitz des Unternehmens sollte Cagliari sein, der Hauptort seiner Heimat Sardinien. Damit wollte Soru einen Beitrag zum Wirtschaftsstandort Sardinien leisten. Der „Firmenname“ entstammt vom Monte Tiscali (518 m ü. M.), einer kleinen Bergspitze in Sardiniens Gennargentu-Nationalpark.
Das ursprünglich als regionaler Telefon- und Internetdienstanbieter gegründete Unternehmen expandierte wenige Monate nach der Gründung auf dem italienischen Festland und bot im März 1999 als erster Internet Service Provider (ISP) einen kostenlosen Internetzugang an. Damit sicherte sich Tiscali einen Teil des vom ehemaligen Monopolisten Telecom Italia verlorenen Marktanteils.
Um das Wachstum zu einem gesamteuropäischen Anbieter zu finanzieren, erfolgte im Oktober 1999 der Börsengang an der Mailänder Börse im Segment Nuovo Mercato, dem Markt für junge Unternehmen. Dank des Kapitals aus dem Börsengang setzte Tiscali in der Folge eine aggressive Übernahme-Strategie um, die Tiscali zu einem der größten unabhängigen Internetdienstanbieter Europas machen sollte.
In den Jahren 2000 und 2001 übernahm Tiscali für mehrere Milliarden Euro mehrere führende unabhängige Internetdienstanbieter, so die niederländische World Online International (einschließlich 12Move) und die französische Liberty Surf. Innerhalb weniger Monate übernahm Tiscali über 20 Unternehmen und war so in 15 europäischen Ländern sowie in Südafrika aktiv. Sämtliche Übernahmen wurden dabei nicht in bar bezahlt, sondern erfolgten durch Aktienumtausch neu emittierter Tiscali-Aktien. Alleine Im Jahr 2000 machte Tiscali dabei 452 Millionen Euro Verlust im operativen Geschäft. Auf dem Höhepunkt seiner Expansion zählte Tiscali Mitte 2004 rund 7,8 Mio. aktive Nutzer und erzielte im Gesamtjahr einen Umsatz von EUR 1,080 Mrd., womit Tiscali hinter T-Online und Wanadoo europaweit der drittgrößte Internetdienstanbieter war.
Tiscali hatte sich ein sehr ehrgeiziges Ziel gesetzt, sich in sämtlichen aktiven Ländern unter den ersten drei Internetdienstanbietern zu positionieren und der größte unabhängige Internet Service Provider Europas zu werden. Dieses Ziel erwies sich jedoch als zu ehrgeizig und brachte Tiscali mit Milliardenverlusten in eine immer bedrohlichere finanziellen Schieflage, die ab Sommer 2004 eine massive Desinvestition und die Fokussierung auf nur noch wenige Kernmärkte zur Folge hatte, sowie eine Umschuldung und eine Kapitalerhöhung nötig machte.
Um die Rückzahlung einer im Juli 2005 fälligen Anleihe von 250 Mio. Euro zu gewährleisten, sah sich Tiscali gezwungen, im August 2004 eine überlebenswichtige strategische Entscheidung zu fällen, Vermögenswerte im Umfang von 250 Mio. Euro zu verkaufen und die Aktivitäten nur noch auf Länder mit einem erhöhten Potential zu konzentrieren. Damit war die angepeilte paneuropäische Strategie definitiv gescheitert. Bereits 11 Tage später kündigte Tiscali den Verkauf seiner österreichischen Tochtergesellschaft an und bekräftigte seine Rückzugsstrategie. In der Folge zog sich Tiscali aus der Schweiz, Norwegen, Schweden, Südafrika, Belgien, Frankreich, Dänemark und teilweise aus Spanien zurück. Die Aktivitäten wurden fortan nur noch in Italien, Großbritannien, Niederlanden, Deutschland und der Tschechischen Republik, welche als Märkte mit erhöhtem Marktpotential bezeichnet wurden, fortgesetzt.
2006 entschied Tiscali schließlich, sich ebenfalls vollständig aus Deutschland, den Niederlanden, der Tschechischen Republik und Spanien zurückzuziehen und ab 2007 nur noch in Italien und Großbritannien aktiv zu sein. Im Mai 2009 wurde auch das Geschäft in Großbritannien an die Carphone Warehouse Group (CPW) verkauft.
Am 30. Dezember 2021 genehmigten Tiscali S.p.A. und Linkem S.p.A. die Verschmelzung in Tiscali S.p.A, was am 1. August 2022 vollzogen wurde.
Am 19. Januar 2023 wurde der Unternehmensname in Tessellis S.p.A. geändert, die Marken Tiscali and Linkem werden weitergeführt.

### Tiscali in der Schweiz (2000–2004)
Mit der Übernahme des Schweizer Internetdienstanbieter DataComm (Schweiz) AG im Januar 2000 fasste Tiscali in der Schweiz Fuß. Der europaweite höchst aggressive Expansionskurs von Tiscali hatte bereits wenige Monate später erste negative Auswirkungen. Durch die Übernahme des niederländischen Internetdienstanbieter World OnLine International N.V. im Dezember 2000, war Tiscali in der Schweiz plötzlich doppelt vertreten. Daraufhin wurde im Februar 2001 die 58 Mitarbeiter zählende Belegschaft der Schweizer Tochter World Online SA entlassen und alle Aktivitäten unter dem Markennamen Tiscali zusammengelegt, wozu später die Aktivitäten der im April 2001 übernommenen SurfEU.com hinzukamen.
Tiscali bot in der Schweiz eine breite Palette an Internet-Diensten an, doch der große Durchbruch gelang Tiscali nie. Aufgrund des im August 2004 angekündigten Rückzugsplans verkaufte Tiscali im September 2004 seine Schweizer Tochtergesellschaft an VTX und zog sich damit vollständig aus der Schweiz zurück.

### Tiscali in Österreich (2000–2004)
Der Einstieg in den österreichischen Telekommunikationsmarkt erfolgte im Dezember 2000 durch die Übernahme des niederländischen Internet-Providers World OnLine International N.V., der bereits in Österreich tätig war. Hinzu kamen später die Aktivitäten der im April 2001 übernommenen SurfEU.com Ltd sowie diejenigen weiterer übernommenen Firmen, wie Merlin, pLANetONE und Vianet. Im Mai 2003 übernahm Tiscali Österreichs ältesten Internetprovider, die EUnet EDV und Internet Dienstleistungs AG, deren Kerngeschäft das Businesskundengeschäft war.
Das Leistungsspektrum von Tiscali in Österreich umfasste die Bereiche Connectivity, VPN-Lösungen, Hosting, Housing, Security, Business Solutions, Media und Privatkundenprodukte. Doch wie in der Schweiz schaffte Tiscali auch in Österreich nie den großen Durchbruch. So blieb Tiscali immer hinter den damaligen drei größten Internetprovidern A-Online, UTA und Chello zurück. Diese Tatsache und vor allem der durch die schwerwiegende finanzielle Situation verursachte Zeitdruck bewogen Tiscali dazu, die österreichische Tochtergesellschaft im August 2004 an Nextra Telecom GmbH, eine Tochtergesellschaft der Jordan Industries Group, zu verkaufen und sich damit vollständig aus Österreich zurückzuziehen.

### Tiscali in Deutschland (2000–2007)

Altes Tiscali-Logo zur Zeit der Aktivitäten in Deutschland

Der Markteintritt in Deutschland erfolgte im Februar 2000, als Tiscali das in Hamburg ansässige Telefon- und Internet-Unternehmen Nikoma MediaWorks GmbH übernahm und fortan unter dem Markennamen Tiscali auftrat. Mit der Übernahme des niederländischen Internetproviders World Online International N.V., der mit dem Kauf der Nacamar-Gruppe ein Jahr zuvor in den deutschen Telekommunikationsmarkt eingetreten war, baute Tiscali seine Aktivitäten in Deutschland aus. Im April 2001 übernahm Tiscali die deutschen Internetprovider Planet-interkom sowie SurfEU. Die gebündelten Aktivitäten wurden durch die beiden Tochtergesellschaften Tiscali GmbH (Bereich Endkunden, DSL) und Tiscali Business GmbH (technischer Hintergrundsupport, Firmenkunden) mit Sitz in Dreieich ausgeführt.
Zwar wuchs das Unternehmen in Deutschland zeitweise zum drittgrößten Internet-Provider heran, im strategisch wichtigen Breitbandmarkt zählte Tiscali Mitte 2006 jedoch lediglich 205.000 Kunden, was einem Marktanteil von nur knapp zwei Prozent entsprach. Diese Tatsache veranlasste das Unternehmen, Deutschland nicht mehr als Kernmarkt zu betrachten, womit die Aktivitäten in Deutschland zum Verkauf ausgeschrieben wurden.
Ende Januar 2007 kündigte das Unternehmen an, dass die Freenet AG die B2C-Schmalband- und Breitbandkundensparte von Tiscali in Deutschland übernehmen werde. Anfang Februar 2007 teilte Tiscali die Übernahme der B2B-Aktivitäten von Tiscali in Deutschland durch die Ecotel Communication AG mit. Weiter strebt Tiscali den Verkauf seiner Entbündelungsaktivitäten in Deutschland an, um so den vollständigen Rückzug aus dem deutschen Telekommunikationsmarkt abzuschließen. Ende Oktober 2008 wurden die letzten noch verbliebenen Free- und Webmaildienste abgeschaltet.

### Tiscali in Großbritannien
Im Juli 2007 kündigte Tiscali an, die Breitbanddienst- und Voice-Sparte von Pipex Communications Plc für GBP 250 Mio. zu kaufen. Die Transaktion wurde am 13. September 2007 definitiv abgeschlossen und stellt Tiscalis größte Akquisition nach der Neuausrichtung dar. Damit baut Tiscali seine Aktivitäten in Großbritannien weiter aus, wo Tiscali bereits vor dieser Übernahme rund zwei Drittel seines Umsatzes erwirtschaftete. Im Mai 2009 wurde Tiscali UK für 263,4 Millionen Euro an die Carphone Warehouse Group (CPW) verkauft.